# Din Paris, cu dragoste
Din Paris, cu dragoste (titlu original:From Paris with Love) este un film de acțiune din 2010, cu John Travolta și Jonathan Rhys Meyers în rolurile principale. Filmul a fost regizat de Pierre Morel după un scenariu de Luc Besson și Adi Hasak, și a fost lansat pe 5 februarie 2010 în Statele Unite.

## Distribuție
- John Travolta în rolul lui Charlie Wax
- Jonathan Rhys Meyers în rolul lui James Reese
- Kasia Smutniak în rolul lui Caroline
- David Gasman în rolul turistului german
- Richard Durden în rolul lui ambasadorului Bennington
- Yin Bing în rolul lui M. Wong
- Amber Rose Revah în rolul lui Nichole
- Eric Godon în rolul lui ministrului de externe
- Francois Bredon în rolul lui The Thug
- Chems Dahmani în rolul lui Rashid (As Chems Eddine Dahmani)
- Sami Darr în rolul lui The Pimp
- Julien Hagnery în rolul lui punkului chinez
- Mostefa Stiti în rolul lui Dir Yasin
- Rebecca Dayan în rolul ajutorului ministrului de externe
- Michael Vander-Meiren în rolul lui Airport Security Official
- Didier Constant în rolul lui Customs Official
- Alexandra Boyd în rolul lui Head of the Delegation
- Stephen Shagov în rolul agentului de securitate de la ambasadă
- Mike Powers în rolul agentului de securitate de la ambasadă
- Nick Loren în rolul șefului securității
- Farid Elouardi în rolul lui Bearded Driver
- Melissa Mars în rolul lui Wax's Hooker
- Yin Hang în rolul lui Asian Hooker 'German'
- Frederic Chau în rolul lui Chinese Maitre D
- Tam Solo în rolul lui Pakistanezului sinucigaș
- John Kiriakou în propriul său rol (necreditat)
- Luc Besson în rolul barbatului ce iese din mașină (necreditat)
- Kelly Preston în rolul femeii de la Turnul Eiffel (necreditat)